# Léogâne
 (juin 2008).
Si vous disposez d'ouvrages ou d'articles de référence ou si vous connaissez des sites web de qualité traitant du thème abordé ici, merci de compléter l'article en donnant les références utiles à sa vérifiabilité et en les liant à la section « Notes et références ».
Léogâne est une commune d'Haïti dans le département de l'Ouest et le chef-lieu de l'arrondissement de Léogâne, à quelques kilomètres de la capitale du pays, Port-au-Prince
La population est estimée à 181 709 habitants (recensement par estimation en 2009).

## Histoire
Le site de Léogâne ou Yaguana aurait été le siège du Caciquat du Xaragua. Le royaume de Xaragua fut dirigé par Bohéchio, lequel succéda à Anacaona, sa sœur, la femme de Caonabo qui dirigea alors la Maguana. Anacoana avait pour les Espagnols des sentiments d'affection et les inspira à son frère. Celui-ci mourut sans enfant et laissa le royaume à sa sœur Anacoana. Au-delà de son rôle politique, elle a laissé l'image d'une poétesse et « samba » qui exécutait des chansons. Cette région de Léogâne a toujours été considérée comme une des régions les plus prospères de l'île d'Hispaniola.
Parmi les colons fondateurs d'Yaguana, dont la prononciation française a fait Léogane, était d'Ogeron qui fut gouverneur de la colonie française de Saint-Domingue en 1665. En 1669, Léogâne ne comptait que 50 hommes portant armes. Le peuplement se fit sur deux sites : L'Ester, siège de la paroisse Saint-Jacques le majeur, et La Petite Rivière, siège de la paroisse Saint-Jean Baptiste. En 1694, d'Ogeron vint résider sur ce site, ce qui en consacra l'établissement comme capitale de la colonie.
En 1691, les Anglais attaquèrent la Petite Rivière mais furent repoussés par les habitants. En 1701, on voulut réunir l'Ester et La Petite Rivière mais la diversité des opinions les conserva. En février 1710, un incendie ravagea la Petite Rivière, ne laissant que six ou sept maisons, et l'église ne fut pas reconstruite.
L'Ester fut encore attaqué en octobre 1694 par les Anglais. À cette occasion monsieur, Guy Coutard, conseiller au conseil souverain, se distingua, mais il y eut 40 hommes morts ou blessés.
En 1697, le conseil souverain, puis supérieur de la colonie de Saint-Domingue, fut transféré du Petit Goâve, ruiné par les Anglais, à Léogane.
Le 7 août 1702, une nouvelle attaque des Anglais eut lieu mais sans succès. La paroisse de l'Ester fut supprimée par une ordonnance du 15 avril 1711. La paroisse Sainte-Rose de Lima, sise à Léogâne, succéda aux deux paroisses de L'Ester et de La Petite Rivière.
Au début de la Révolution haïtienne, vers la fin de l'année 1791, Romaine-la-Prophétesse (avec au moins dix mille partisans, en grande partie d'anciens esclaves) assiégeait Léogâne,. Fin décembre 1791, Félix Pascalis Ouvière négocie un traité de paix, mettant Romaine aux commandes du gouvernement de Léogâne,,.
En 1915, les forces militaires des États-Unis débarquent en Haïti et occupent le pays jusqu'en 1934. Les forces américaines se déploient dans le pays sans incident majeur sauf à Léogâne, où Charlemagne Péralte, commandant de la sécurité militaire de la région, refuse de déposer les armes et le drapeau national sans en avoir reçu l'ordre officiel des autorités haïtiennes.
Le 12 janvier 2010, Léogâne fut largement détruit par un tremblement de terre meurtrier, qui toucha surtout l'agglomération de Port-au-Prince. Selon l'ONU, 80 à 90 % des bâtiments de la ville ont été endommagés. Le nombre de victimes s'élèverait entre 5 000 et 10 000 morts. L'épicentre se trouvait à Léogâne . Plusieurs organisations internationales sont intervenues telles que la Croix-Rouge, Médecins Sans Frontières, CARE, Save The Children, Oxfam et IOM. Plusieurs agences de l'ONU étaient également présentes pour assurer la coordination de l'aide.

## Géographie

### Démographie
La population de Léogâne est estimée à plus de 200 000 habitants.

### Administration
La commune est composée de la ville de Léogâne et de treize grandes sections communales.
| - Dessources - Petite Rivière - Grande Rivière - Fond de Boudin (dont le quartier « Trouin ») - Palmiste à Vin - Orangers - Parques | - Beauséjour - Citronniers - Fond d'Oie - Gros Morne - Cormiers - Petit Harpon |

## Économie
La canne à sucre, le manioc, les haricots de plusieurs variétés, la banane plantain et le maïs sont les principales ressources économiques de la population. L'élevage d'animaux domestiques est aussi développé.
Léogâne est réputée pour son tafia, un alcool à base de canne à sucre.

## Culture locale et patrimoine
Léogâne est la capitale du Rara, fête populaire alliant musique et chant qui débute le lendemain du Mercredi des Cendres et se termine le lundi de Pâques. Le « Rara » date de la période amérindienne, précédant la colonisation espagnole de l'île d'Haïti. Cependant, cette fête populaire subit des transformations systématiques, notamment après 1804, lorsqu'elle devient une manifestation du vaudou, a pris une dimension publique (ce que l'on voit dans la rue) et une dimension ésotérique pour les initiés des kabbales du vaudou (Bizango, zopob et sampwèl ou champwèl). Depuis l'émergence du populisme avec Aristide en 1990, le Rara s'est politisé de plus en plus.
La vie théâtrale est animée par le Club des Stars, troupe active depuis 1993 qui offre des spectacles à différentes occasions et compte notamment Lanmou Kreyol, On a tue le Soleil, Refrain Noir, Fou de Michel, etc La ville compte deux clubs de football en première Division: le Cavaly et le Valencia. Le stade se nomme Parc Gérard Christophe et peut accueillir environ 15 000 spectateurs. Le footballeur Jean-Jacques Pierre fit ses débuts au Cavaly.
Sur le plan musical, plusieurs grands noms de la musique légère haïtienne sont originaires de Léogâne. Parmi les plus récents, on peut citer Carole Demesmin, Rodrigue Milien et Samuel Lubin "Kessy" (idéologue du Régime Lavalas), qui donnent des spectacles à travers le monde. Il y a aussi Robinson Auguste, Nadege Dugravil, Steevee Dog etc.
Le vaudou occupe une place prépondérante chez les habitants de la « Cité de la Reine Anacaona », avec son mélange de rituels africains, tainos et chrétiens. Les houngans et mambos, prêtres et prêtresses du vaudou, y pratiquent activement la zombification, forme d'endormissement magique d'un humain en vue de le réduire en esclavage. Chaque houngan ou mambo dispose d'une chambre à zombies et sait comment pratiquer la zombification.

### Cinéma
Le film Tourbillon, écrit et réalisé par le leoganais Dr Yves Boissonniére , est un long  métrage de fiction traitant du vaccin du SIDA, de voyages clandestins et de l'amour impossible de deux jeunes étudiants. Ce film ayant reuni une centaine d'acteurs provenant de Leogâne et d'ailleurs, est sorti en 2004. Il a remporté le prix du Meilleur scenario (Best screenplay award) et le prix de  Meilleur premier film réalisé (Best Directorial Debut Award ) à New York et à Hollywood.

### Monuments et sites
- Le fort Campan, aujourd'hui en ruines et abandonné, fut construit vers 1806 à Beauséjour, sur les collines. Il ait partie du système défensif mis au point par Jean-Jacques Dessalines après la révolution d'indépendance, dans l'éventualité d'un retour des Français, les anciens maîtres de la colonie de Saint-Domingue.

## Personnalités liées à la commune
- Anacaona (1474-1504), taïno, Cacique de Xaragua. Elle a mené une révolte contre les colons laissés sur l'île par Christophe Colomb. À la suite de son insurrection, elle fut pendue par les colons espagnols.
- Guy Couttard, flibustier, conseiller au conseil souverain puis supérieur de la colonie. D'une famille d'origine inconnue, il fut un compagnon de Jean Ducasse, gouverneur de la colonie et participa au Sac de Carthagène en 1697. Sa descendance pris le nom de Coutard puis Coustard.
- Charles Auger (1640-1705), décédé à Léogane, gouverneur de Saint-Domingue.
- Étienne de Montauban (16..-1710), chef de flibustiers, mort à Léogâne.
- Pierre Gédéon de Nolivos (1714-1794), militaire, planteur esclavagiste et gouverneur de Saint-Domingue.
- Anne Pierre Coustard de Massi (1741-1793), né à Léogâne en 1741, petit-fils de Guy Couttard, garde du corps puis officier des mousquetaires du Roi, révolutionnaire nantais, député de la Loire-Inférieure à l'Assemblée législative et à la Convention, girondin, qui ne vota pas la mort de Louis XVI.
- Jacques-Edme Cottin (1754-1823), planteur esclavagiste et politicien français.
- Charlemagne Péralte (1886-1919), commandant de la sécurité militaire de la région lors de l'occupation américaine en 1915, il refuse de déposer les armes et d'amener le drapeau national.
- Castel Demesmin (1900-1957), né à Léogâne, avocat, tribun hors pair, député de Léogâne, ministre de l'Intérieur de Dumarsais Estimé, membre de la délégation haïtienne à l'ONU lors de la signature de la Déclaration universelle des droits de l'homme à Paris en 1948[13]
- Ossey Dubic (1943-2014), né à Léogâne, personnalité de la peinture haïtienne, instituteur, lecteur laïc de la Station Rédemption (de l'Eglise Episcopale d'Haïti).
- Jean Durandisse, peintre québécois, est né à Léogâne.
- John Fritz Moreau, journaliste, fondateur de Juno7.
- Farah Delance Linot, chanteuse et diplomate a étudié à Léogane.
- Jeff 3 Wa, acteur, comédien, réalisateur et youtubeur haïtien.
- Wendyyy, de son vrai nom Wendy Duvert, rappeur, il est considéré comme l'un des meilleurs rappeurs de sa génération.